# انقلاب مالی

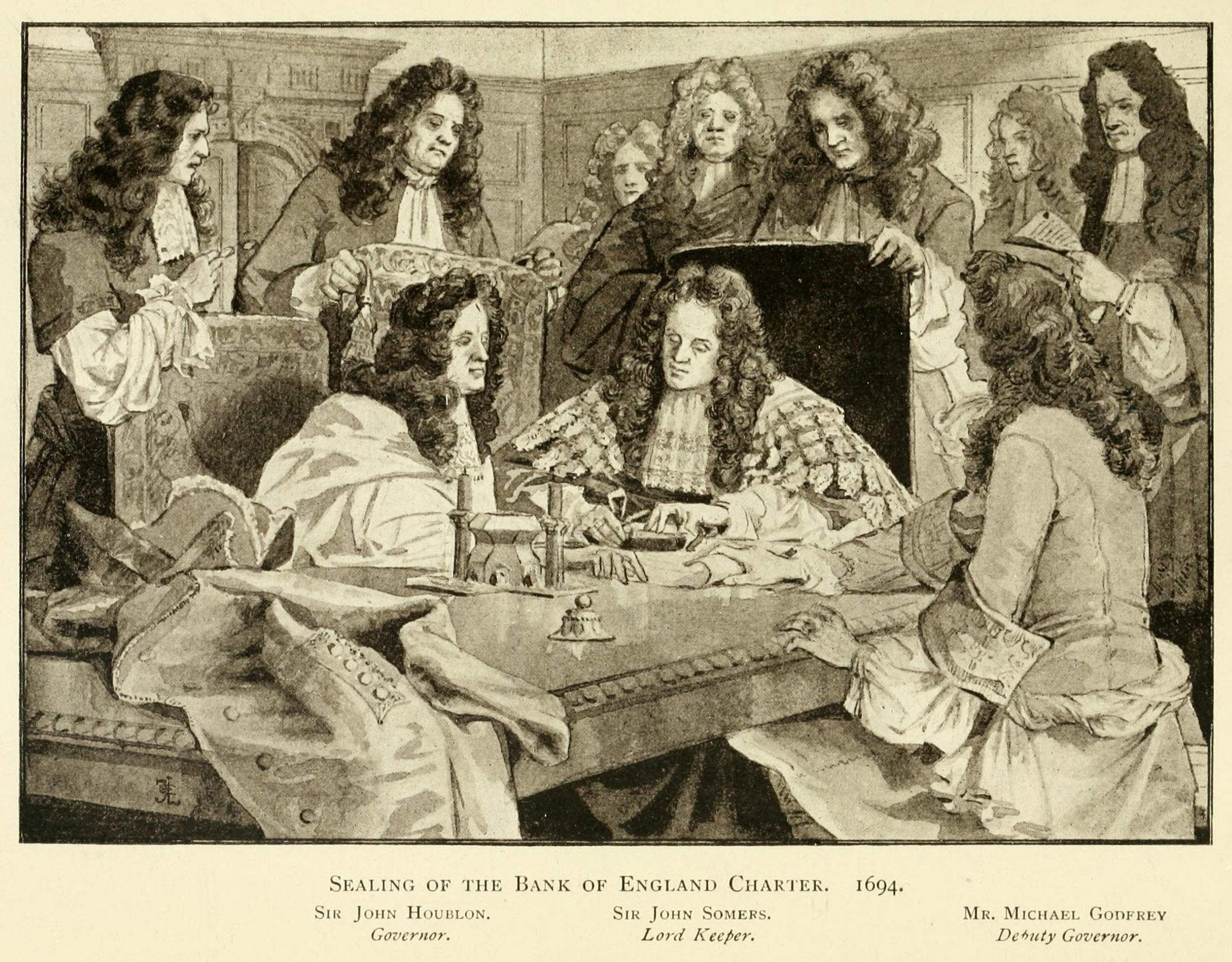
مهر و موم کردن منشور بانک انگلستان (1694) توسط لیدی جین لیندزی، 1905.

انقلاب مالی مجموعه ای از اصلاحات اقتصادی و مالی در بریتانیا پس از انقلاب شکوهمند در سال ۱۶۸۸ میلادی و پس از تهاجم ویلیام سوم به انگلستان بود. این اصلاحات تا حدی مبتنی بر نوآوری‌های اقتصادی و مالی هلند بود که توسط ویلیام سوم به انگلستان آورده شد. در طی روند این انقلاب، موسسات جدیدی ایجاد شدند. بدهی عمومی (اولین اوراق قرضه دولتی در سال ۱۶۹۳ میلادی منتشر شد) و بانک انگلستان در سال ۱۶۹۵ میلادی تأسیس شد. اندکی پس از آن، شرکت‌های سهامی انگلیسی شروع به عرضه به نحوی عام کردند. یکی از جنبه‌های اصلی انقلاب مالی، ظهور بازار سهام بود.
ارتباط قوی بین انقلاب شکوهمند، انقلاب مالی و به قدرت رسیدن بریتانیا در قرن هجدهم وجود دارد. با ایجاد سلطنت مشروطه، پارلمان باید هرگونه استقراض بیشتر دولت و هرگونه مالیات جدید (برای پوشش هزینه‌های استقراض) را تصویب می‌کرد. از آنجایی که منفعت داران اوراق قرضه به‌طور مستقیم در فرایند تصمیم‌گیری نقش داشتند، آنها می‌توانستند مطمئن باشند که ریسک نکول کم است. بریتانیا با داشتن چنین «تعهد معتبری» به بدهی عمومی، می‌توانست ارزان‌تر (با نرخ بهره پایین‌تر) نسبت به دولت‌های مطلقه‌تر (مانند فرانسه) که در آن‌ها صدای دارندگان اوراق قرضه در دولت وجود نداشت، وام بگیرد. محققانی چون داگلاس نورث، بری وینگست و دیوید استاساوج بحث می‌کنند که آیا ساختار قانون اساسی بریتانیا به تنهایی برای تبدیل بریتانیا به یک وام گیرنده معتبر کافی بوده‌است یا خیر.